# Säbrå landsfiskalsdistrikt
Säbrå landsfiskalsdistrikt var 1918–1964 ett landsfiskalsdistrikt i Västernorrlands län, bildat när Sveriges indelning i landsfiskalsdistrikt trädde i kraft den 1 januari 1918, enligt beslut den 7 september 1917. Den 1 januari 1965 avskaffades i Sverige samtliga landsfiskaler och landsfiskalsdistrikt, och deras arbetsuppgifter delades upp på de nyskapade indelningarna polisdistrikt, åklagardistrikt och kronofogdedistrikt.
Landsfiskalsdistriktet låg under länsstyrelsen i Västernorrlands län.

## Ingående områden
När Sveriges nya indelning i landsfiskalsdistrikt trädde i kraft den 1 oktober 1941 (enligt kungörelsen den 28 juni 1941) tillfördes två kommuner (Hemsö och Högsjö) från det genom kungörelsen upplösta Högsjö landsfiskalsdistrikt. Genom kommunreformen 1 januari 1952 sammanslogs kommunerna Hemsö, Häggdånger, Stigsjö och Viksjö med Säbrå landskommun.

### Från 1918
- Häggdångers landskommun
- Stigsjö landskommun
- Säbrå landskommun
- Viksjö landskommun

### Från 1 oktober 1941
- Hemsö landskommun
- Häggdångers landskommun
- Högsjö landskommun
- Stigsjö landskommun
- Säbrå landskommun
- Viksjö landskommun

### Från 1952
- Högsjö landskommun
- Säbrå landskommun